# Chevkinite-(Ce)
La chevkinite-(Ce) è un minerale appartenente al gruppo della chevkinite.